# Maria de Saxe-Weimar-Eisenach
Maria Luísa Alexandrina de Saxe-Eisenach (alemão: Maria Luise Alexandrina von Sachsen-Weimar-Eisenach; 3 de fevereiro de 1808 - 18 de janeiro de 1877) era filha de Carlos Frederico, Grão-Duque de Saxe-Weimar-Eisenach e da grã-duquesa Maria Pavlovna da Rússia.

## Primeiros anos
A princesa Maria era a filha mais velha do príncipe e, mais tarde, grão-duque Carlos Frederico de Saxe-Weimar-Eisenach e da sua esposa, a grã-duquesa Maria Pavlovna, irmã do czar Alexandre I da Rússia. O seu pai era um homem tímido que gostava de ler contos de fada, estilo literário que foi o seu favorito até à morte. Por outro lado, a sua mãe, foi, segundo Johann Wolfgang von Goethe, "uma das mulheres mais importantes da sua época". Maria e a sua irmã Augusta, que era três anos mais nova e, mais tarde, se tornaria imperatriz da Alemanha, receberam uma boa educação que se concentrou nos deveres cerimoniais da corte que ambas teriam de cumprir quando se tornassem adultas. Esta educação incluiu lições de pintura dadas pela pintora Louise Seidler e lições de música dadas pelo maestro da corte Johann Nepomuk Hummel.
Maria cresceu na corte de Weimar, que era vista como uma das mais liberais da Alemanha. O estado de Saxe-Weimar-Eisenach já tinha adoptado uma constituição em 1816. A corte era muito receptiva a literatura e outras formas de arte devido à influência da falecida duquesa Ana Amália, que tinha morrido em 1807. Goethe geriu o teatro da corte de Weimar até 1817 e foi sempre um convidado de honra na corte do grão-ducado depois disso.
O avô de Maria, o duque Carlos Augusto, recebeu o título de grão-duque em 1815, graças à influência do czar e à sua atitude durante o Congresso de Viena. Esta elevação de título permitiu a Maria e aos irmãos utilizarem a forma de tratamento de "Sua Alteza Real". Saxe-Weimar-Eisenach também ganhou vários territórios novos durante o congresso.

## Casamento

### Negociações

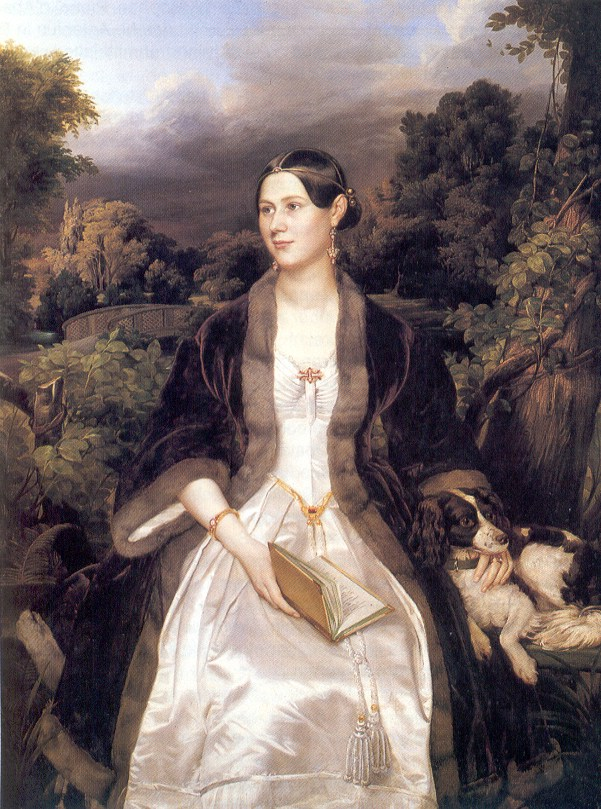
Maria
Por Julius Schoppe, 1838

Maria tinha dezasseis anos de idade quando conheceu o seu futuro marido, o príncipe Carlos da Prússia, em Frankfurt an der Oder em 1824. O príncipe era o terceiro filho do rei Frederico Guilherme III da Prússia e da sua esposa, a princesa Luísa de Mecklemburgo-Strelitz. A grã-duquesa Maria Pavlovna e as suas duas filhas estavam a caminho da Rússia e tinham combinado encontrar-se com o irmão dela, o grão-duque e, mais tarde, czar Nicolau, e a sua esposa, Alexandra Feodorovna em Frankfurt. Quando chegaram à cidade, foram recebidos por Carlos e pelo seu irmão mais velho, o futuro imperador Guilherme I. Na altura, Guilherme vivia um romance com uma princesa polaca, Elisa Radziwill.
O rei Frederico Guilherme III mostrou-se a favor de uma união entre Carlos e Maria e entrou imediatamente em contacto com as cortes de São Petersburgo e Weimar para dar início às negociações de casamento. Na altura, Maria Feodorovna, avó materna de Maria, ainda era a figura com mais autoridade no que dizia respeito a assuntos de família. Nem ela nem a grã-duquesa Maria Pavlovna deram a resposta que Frederico Guilherme esperava. Ambas as cortes tinham esperança que Maria se casasse com um futuro rei, nem que fosse de um país mais pequeno. O terceiro filho de um rei não era suficiente para elas. 
Os russos propuseram que Maria se casasse com Guilherme e que o seu irmão mais novo, Carlos, se casasse com a irmã mais nova dela, a princesa Augusta. A proposta parecia melhor, uma vez que os casais ficariam mais próximos em termos de idade, a corte de Weimar também ficaria satisfeita e Guilherme gostava mais de Maria do que de Augusta. No entanto, Frederico Guilherme III não respondeu à proposta, ignorando completamente os sentimentos dos seus filhos.
A situação era ainda mais complicada pelo facto de, na altura, Guilherme estar apaixonado por Elisa Radziwiłł. A grã-duquesa Maria Pavlovna tentou difamá-la recorrendo a todos os meios que tinha disponíveis. Na verdade, o seu objectivo não era que o casamento da filha surgisse devido à infelicidade de Guilherme, mas sim que este se casasse morganaticamente com Elisa, que eles não tivessem herdeiros, e, assim, poder passar o trono para o seu irmão Carlos e, consequentemente, para a sua filha Maria. A última coisa que a grã-duquesa queria era que Guilherme terminasse a sua relação com Elisa para se casar com outra noiva mais adequada de quem tivesse herdeiros legítimos. Um dos seus grandes aliados nesta missão de fazer com que Elisa fosse considerada da baixa nobreza foi o grão-duque Jorge, irmão da falecida mãe do príncipe Carlos.
As negociações já se prolongavam há mais de dois anos quando a czarina Maria Feodorovna conseguiu convencer a filha a permitir o casamento entre Carlos e Maria, sem colocar condições a Guilherme.

### Dois casamentos
A 26 de Maio de 1827, a princesa Maria casou-se com o príncipe Carlos da Prússia em Charlottenburg (que actualmente pertence a Berlim). O seu primeiro filho, o príncipe Frederico Carlos, nasceu dez meses depois. A irmã de Maria, Augusta, e o irmão de Carlos, Guilherme, acabariam por ceder à pressão das suas famílias e casaram dois anos depois. No entanto, o casamento não foi feliz. Guilherme achava que a sua esposa tinha uma "personalidade extraordinária", mas que não era tão charmosa como a sua irmã mais velha. Escreveu numa carta que "a princesa é simpática e inteligente, mas deixa-me frio". Por outro lado, Augusta gostou verdadeiramente do marido no início da união. Sabia da sua paixão impossível por Elisa Radziwiłł, mas tinha esperança de a conseguir substituir com o passar do tempo.

### Descendência
Carlos e Maria tiveram três filhosː
1. Frederico Carlos da Prússia (20 de março de 1828 – 15 de junho de 1885), casado com a princesa Maria Ana de Anhalt-Dessau; com descendência.
2. Luísa da Prússia (1 de março de 1829 - 10 de maio de 1901), casada com Alexis, Conde de Hesse-Philippsthal-Barchfeld de quem se divorciou em 1861; sem descendência.
3. Ana da Prússia (17 de maio de 1836 - 12 de junho de 1918), casada com Frederico Guilherme de Hesse-Cassel; com descendência.

## Vida na corte
A irmã mais nova de Maria, Augusta, casou-se com o príncipe-herdeiro Guilherme da Prússia. Consequentemente, Maria tinha um estatuto mais baixo, tendo-se casado apenas com um príncipe. Tanto ela como o marido sempre ressentiram a sua posição baixa na corte. Enquanto Carlos esquecia as suas frustrações em prazer com mulheres e esquemas políticos, Maria brigava com Augusta por roupas, perucas e joias. Carlos e Maria tinham uma casa luxuosa, rodeando-se da alta sociedade, ao contrário do moderado Guilherme e da intelectual Augusta.
Maria detestava tanto a sua irmã como a sua sucessora, Vitória, princesa real, casada com o príncipe-herdeiro Frederico. Uma vez que Vitória era britânica, a grande maioria da corte, veementemente anti-britânica, concordava com Maria que o casamento nunca deveria ter acontecido. Numa carta, Vitória escreveu à sua mãe, a rainha Vitória, dizendo que tinha ouvido Maria dizer à sua cunhada, a grã-duquesa de Mecklenburg-Schwerin, como "nunca tinha deixado de se arrepender de ter uma inglesa na família."

### Vida em Berlim e Glienicke

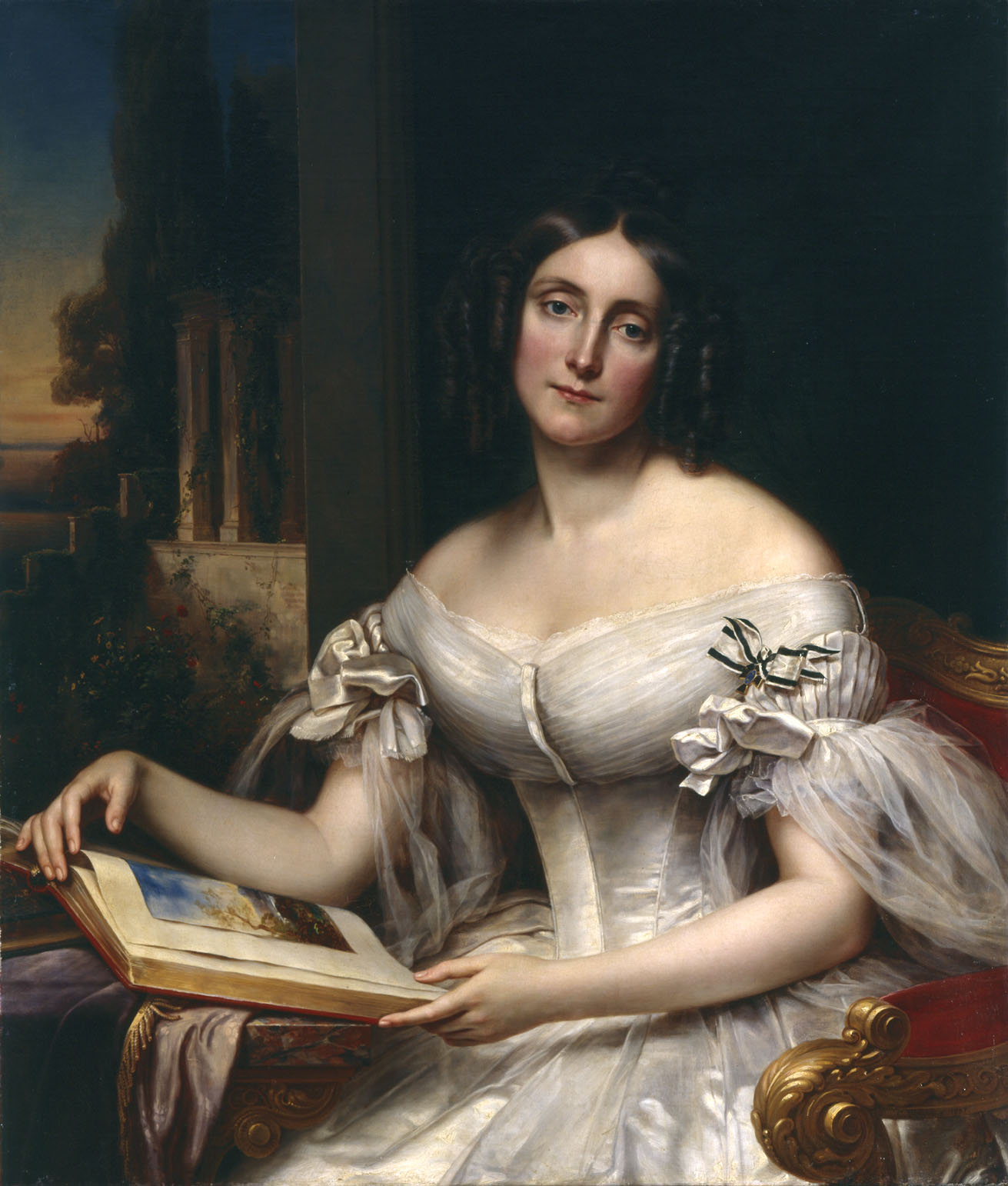
Maria
Por Friedrich Droege, 1843

A partir de 1829, a jovem família passou a viver na sua residência de inverno, o Palácio do Príncipe Carlos na Wilhelmplatz Nº 8-9, em Berlim, que foi reconstruído seguindo a planta de Karl Friedrich Schinkel.
Em 1824, o príncipe Carlos tinha comprado uma casa de campo no que é hoje Volkspark Glienicke. Entre 1824 e 1826, o edifício foi restaurado por Karl Friedrich Schinkel e tornou-se no actual Palácio de Glienicke. Era essa a residência favorita de Maria e Carlos. O casal também acrescentou um casino e o Kleine Neugierde, decorado com mosaicos cartagineses. Em 1835, acrescentaram a rotunda Große Neugierde e, ao longo dos anos seguintes, foram aumentando o parque que rodeia o palácio.
Em 1859, Carlos comprou o Jagdschloss Glienicke para o seu filho Frederico Carlos.

### Segunda Guerra de Schleswig
A 7 de dezembro de 1865, o rei Guilherme I nomeou a princesa Maria coronel do Primeiro Regimento de Infantaria da Vestfália, nº 7, em reconhecimento dos feitos conseguidos por esse regimento durante a Guerra dos Ducados do Elba contra a Dinamarca em 1864. O seu filho, Frederico Carlos, foi general da cavalaria durante essa guerra e tinha comandado as tropas prussianas durante a decisiva Batalha de Dybbøl.

## Morte
Morreu no dia 18 de janeiro de 1877 em Berlim.

## Genealogia
| Maria de Saxe-Weimar-Eisenach | Pai: Carlos Frederico, Grão-Duque de Saxe-Weimar-Eisenach | Avô paterno: Carlos Augusto, Grão-Duque de Saxe-Weimar-Eisenach | Bisavô paterno: Ernesto Augusto II, Duque de Saxe-Weimar-Eisenach |
| Maria de Saxe-Weimar-Eisenach | Pai: Carlos Frederico, Grão-Duque de Saxe-Weimar-Eisenach | Avô paterno: Carlos Augusto, Grão-Duque de Saxe-Weimar-Eisenach | Bisavó paterna: Ana Amália de Brunsvique-Volfembutel              |
| Maria de Saxe-Weimar-Eisenach | Pai: Carlos Frederico, Grão-Duque de Saxe-Weimar-Eisenach | Avó paterna: Luísa de Hesse-Darmstadt                           | Bisavô paterno: Luís IX de Hesse-Darmstadt                        |
| Maria de Saxe-Weimar-Eisenach | Pai: Carlos Frederico, Grão-Duque de Saxe-Weimar-Eisenach | Avó paterna: Luísa de Hesse-Darmstadt                           | Bisavó paterna: Carolina do Palatinado-Zweibrücken                |
| Maria de Saxe-Weimar-Eisenach | Mãe: Maria Pavlovna da Rússia                             | Avô materno: Paulo I da Rússia                                  | Bisavô materno: Pedro III da Rússia                               |
| Maria de Saxe-Weimar-Eisenach | Mãe: Maria Pavlovna da Rússia                             | Avô materno: Paulo I da Rússia                                  | Bisavó materna: Catarina, a Grande                                |
| Maria de Saxe-Weimar-Eisenach | Mãe: Maria Pavlovna da Rússia                             | Avó materna: Maria Feodorovna (Sofia Doroteia de Württemberg)   | Bisavô materno: Frederico II Eugénio de Württemberg               |
| Maria de Saxe-Weimar-Eisenach | Mãe: Maria Pavlovna da Rússia                             | Avó materna: Maria Feodorovna (Sofia Doroteia de Württemberg)   | Bisavó materna: Sofia Doroteia de Brandemburgo-Schwedt            |